# Oğuz Galeli

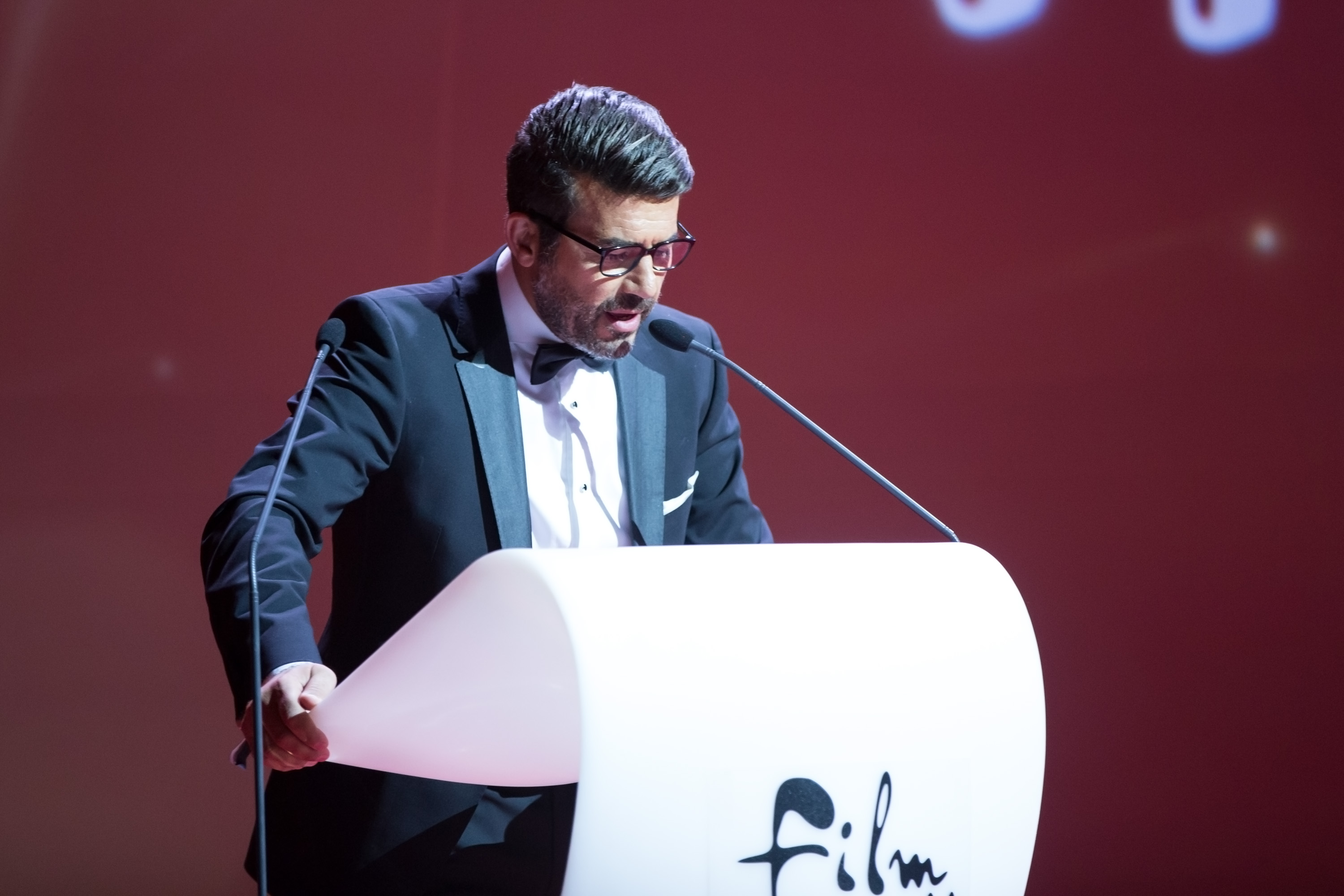
Oğuz Galeli (2016)

Oğuz „Mike“ Galeli (* 23. Oktober 1967 in Istanbul) ist ein österreichisch-türkischer Schauspieler und Fotomodell.

## Leben
Oğuz Galeli wurde durch den Gewinn des Titels „Mister Vorarlberg“ bekannt, mit dem seine Karriere als Model für größere Firmen wie unter anderem Schwarzkopf oder G-Star begann. Jahre später versuchte er sich in der Türkei, wo er in Film und Fernsehen Erfolge feiern konnte. 2011 nahm er an der Fernsehshow Dancing Stars teil, wo er mit seiner Profi-Partnerin Julia Polai tanzte und den 3. Platz belegte.

## Filmografie
- 1991: Bir Umut Ugruna (Fernsehfilm)
- 2005–2007: Aci hayat (Fernsehserie)
- 2007–2008: Pars: Narkoterör (Fernsehserie)
- 2010: Oben ohne – Die türkische Braut (Fernsehfilm)
- 2011: Kebab mit Alles
- 2012: Alles außer Liebe (Spielfilm) D/A
- 2012: Ein Sommer in Kroatien
- 2014: Landkrimi – Alles Fleisch ist Gras